# FLIRT (LTGリンク)
この項目では、スイスのシュタッドラー・レールが展開する鉄道車両ブランド「FLIRT」のうち、リトアニアのリトアニア鉄道グループに属する旅客鉄道会社のLTGリンク（LTG Link）に導入される車両について解説する。都市間輸送用の電車と地域輸送用の蓄電池電車の2種類が製造され、2026年から営業運転を開始する。

## 概要
2023年、シュタッドラー・レールはLTGリンクが2020年に実施した新型電車の製造に関する入札権を獲得し、9編成の電車と6編成の蓄電池電車の導入に関する契約を交わした。これに基づき、シュタッドラー・レールが生産するのがリトアニア向けの「FLIRT」である。
架線集電式の電車タイプ（EMU）の車両は、ヴィリニュス - クライペダ間を始めとした電化区間の都市間輸送向けに設計される5車体連接車で、最新の欧州規格に準拠し、耐寒性と耐熱性双方に優れた一体型アルミニウム設計の軽量車体を有する。長距離利用を意識した車内レイアウトになっており、車内には車椅子用スペース、ベビーカー用スペース、ペット用ゾーン、自転車用ラックが備わっている他、中間車体（3号車）には飲食物を販売する売店（ビストロ）も設置される。また、需要に応じて自転車用ラックを増設した編成の発注も可能となっている。
一方、LTGリンクが所有する気動車の置き換えを目的に導入される4車体連接式の蓄電池電車（BEMU）は、客室を備えた3両（電動制御車、付随車）と蓄電池を搭載した小型車体「パワーパック（PowerPack）」で編成が構成されており、1度の充電で最大70 kmまで非電化区間を走行可能である。また、電化区間ではパンタグラフを用いた集電も可能な構造となっている。車内には車椅子用スペース、ベビーカー用スペース、自転車用ラックが存在する他、飲食物が購入可能な自動販売機が設置される。
2025年から試運転を開始し、2026年初頭以降順次営業運転に投入される事になっている。また、2023年に交わされた契約では30年分のメンテナンスや予備部品供給も実施される事になっている他、電車（13編成）と蓄電池電車（蓄電池使用時の走行可能距離100 km：15編成、蓄電池使用時の走行可能距離70 km：13編成）の追加発注も可能となっている。